# Iceve-maci
L’iceve-maci, (autonyme : iceve) est une langue bantoïde méridionale tivoïde parlée au Cameroun et au Nigeria.

## Nom
L’iceve-maci est aussi appelé icheve (iceve au Nigeria), utse, utser, utseu. Il est parfois aussi désigné par l’ethnonyme bacheve, bechere, ou becheve.

## Utilisation
En 1990 le nombre total de locuteurs a été estimé à 12 000 :
- 7 000 au Cameroun (région du Sud-Ouest : département du Manyu, au nord et au sud de la ville d'Akwaya) ;
- 5 000 au Nigeria (État de Cross River : cinq villages à la frontière du Cameroun zone de gouvernement local d'Obanliku).

Il est utilisé par tous, et au Cameroun, certains de ses locuteurs utilisent aussi le pidgin camerounais, l'evant et le denya, ce dernier étant parlé plus particulièrement par les hommes âgés, et il est utilisé comme langue seconde par les locuteurs de l'iyive. Au Nigeria, une partie de ses locuteurs parle aussi le pidgin nigérian.

## Caractéristiques
L'iceve-maci est classé dans le groupe des langues tivoïdes, parmi la famille des langues bantoïdes méridionales,.
Il possède une similarité lexicale de 60 % avec l'otank, de 50 % avec l'evant et le tiv, de 40 % avec l'eman et le mesaka et de 35 % avec l'esimbi.
C'est une langue SVO (sujet-verbe-objet), avec douze classes de noms utilisant des préfixes et des suffixes.
L'iceve-maci est une langue tonale avec des voyelles ATR.

### Dialectes
Il existe deux dialectes : l'icheve (également nommé bacheve, bechere, becheve, ocebe, ochebe, ocheve; nommé ceve au Nigeria, et aussi : baceve, bacheve, bechere, becheve, beheve, iceve, icheve, oceve, ochebe, ocheve) et l'oliti (aussi : akwaya motom, ici, ihekwot, kwaya, maci, matchi, motomo, olit, olithi, oliti-akwaya ; nommé maci au Nigeria, et aussi : kwaya, matchi, motom, motomo, olit, olithi, oliti, oliti-akwaya), ayant une similarité lexicale de 80 % entre eux.

### Écriture
Un alphabet et une orthographe utilisant l’alphabet latin ont été développés pour l’écriture de l’iceve-maci.
| a | b | c | d | e | ɛ | f | g | gb | gh | h | i | k | kp | l | m | n | ŋ | o | ɔ | p | s | t | u | ʉ | v | w | y | z |